# Клаус Беренс
Клаус Беренс (нім. Klaus Behrens, 3 серпня 1941 — 19 вересня 2022) — німецький академічний веслувальник.
Срібний призер Олімпійських Ігор 1964 року в складі вісімки.
Чемпіон світу 1962 року в складі вісімки.
Чемпіон Європи 1963, 1964, 1965 років у складі вісімки.